# الاتحاد الدولي للغات والأدب المعاصر
قالب:منظمة+
الاتحاد الدولي للغات والأدب المعاصر (FILLM) هي منظمة أكاديمية دولية تعنى بالبحث في ميدان اللغات والأدب.
FILLM هي منظمة شاملة وأعضاؤها هم منظمات أكاديمية أخرى، كان لدى الاتحاد أربعة عشر اتحادًا عضوًا حتى سبتمبر 2016.

## التاريخ
تأسس FILLM في أوسلو في عام 1928 باسم اللجنة الدولية لتاريخ الأدب المعاصر، تم تضمينها في عام 1951 تحت مظلة المجلس الدولي للفلسفة والعلوم الإنسانية (CIPSH) وهي منظمة غير حكومية تابعة لليونسكو.
فيما يتعلق بالمؤتمر السادس لـ FILLM في أكسفورد بالمملكة المتحدة في عام 1954 فقد تأسست جمعية الأدب المقارن الدولية (AILC).
خلال عقود القرن العشرين الأخيرة وبداية القرن الواحد والعشرين، مرت FILLM بفترة من التساؤل التي عكست التوترات في الدراسات الإنسانية، خاصة تلك التي تتناول القضايا الدولية. في عام 2003 قام ديفيد إيه ويلز بتحرير مجلة ديوجينيس بهدف "تقديم وشرح التاريخ والغرض والوظيفة [...] للجمعيات العلمية العالمية"، بالأخص FILLM نفسها واتحادها الأعضاء، الفكرة وراء هذا العدد قد اتخذت شكلها خلال المؤتمر الدولي الـ 21 لـ FILLM في هراري في زيمبابوي (1999)، وكانت بحسب ويلز في جوهرها استجابة لأزمة أكثر انتشارًا بين المنظمات الأكاديمية الكبيرة (وبخاصة تلك المعنية باللغات والأدب).
يلاحظ ويلز أنه بينما عاشت المنظمات الأكاديمية مثل FILLM فترة من النمو السريع والنجاح خلال فترة الخمسينيات والستينيات من القرن العشرين وعلى نهاية القرن العشرين "بدأ الأكاديميين المحترفين الذين يعملون في هذا المجال التشكيك بوجود هذه المنظمة بشكل كبير ووجودها غالبًا ما يكون مجهولًا تمامًا خارجه حتى للأشخاص المثقفين"، يقدم ويلز عددًا من التفسيرات لهذا التغيير تتراوح من زيادة التخصص داخل المجالات ونقص الدعم المالي من الحكومات إلى عدم قدرة المنظمات على ابتكار وظيفة مفيدة لأنفسهم، كان هدف عدد ديوجينيس هو خلق وعي أكبر بالدور والوظيفة لـ FILLM واتحادها الأعضاء.

## المسؤولين والإدارة
يدير FILLM لجنة تُنتخب في معظم الأحيان في مؤتمرات الاتحاد الثلاثية الدورية، تتكون اللجنة من رئيس ونائبين للرئيس وأمين مال ومسؤول اتصالات وأمين عام وما يصل إلى سبعة مساعدين لأمين العام، بالإضافة إلى ذلك يجب على كل من الجمعيات الأعضاء في FILLM أن تكون لديها ممثل في اللجنة.
من الأشخاص الذين شغلوا مناصب سابقة: روجر دي سيل (رئيس)، نيلز-إيريك إنكفيست (رئيس)، إيفا كوشنر (رئيس)، أندرس بيترسون (أمين عام) وروزماري روس جونستون (مساعد أمين عام).

## العضوية والجمعيات الأعضاء
FILLM ليس لديها أعضاء فرديين. بدلاً من ذلك، أعضاؤها هم منظمات أكاديمية دولية أخرى، في عام 2003 سجل كتاب العالم الأوروبي (2003) أن لدى FILLM تسع عشرة جمعيات أعضاء في حين أن العدد الخاص من ديوجينيس الذي قام بتحريره ديفيد إيه ويلز شمل مساهمات من ثمانية عشر اتحادًا.
اعتبارًا من 17 سبتمبر 2016، تم تسجيل الجمعيات التالية كأعضاء في FILLM:
- جمعية دراسات اللغة والأدب لبرلمان المملكة المتحدة  (ACLALS)[2][15]
- الجمعية الدولية للأدب المقارن  (AILC)[2][16]
- الجمعية الدولية لدراسات اللغة والأدب الإيطالي  (AISLLI)[2][17]
- جمعية اللغويات وفقه اللغة في أمريكا اللاتينية (ALFAL)[2][18]
- جمعية الخطابة والاتصال في جنوب إفريقيا  (ARCSA)[2]
- جمعية الجامعات الأسترالية للغات والأدب  (AULLA)[2][19]
- الجمعية الأوروبية لدراسة اللغة الإنجليزية  (ESSE)[2][20]
- الجمعية العالمية لعلم الخطاب  (GRS)[2][21]
- الجمعية الدولية لتحليل الحوار  (IADA)[2]
- الجمعية الدولية لدراسات اللغة الإسكندنافية  (IASS)[2]
- الجمعية الدولية لأساتذة الجامعات للغة الإنجليزية  (IAUPE)[2][22]
- الجمعية الدولية للأدب الشفهي في إفريقيا  (ISOLA)[2][23]
- جمعية أبحاث الأدب الفنلندي  (KTS) [2][24]
- جمعية اللغة المعاصرة (MLA)[2][25][26]
- جمعية لغات وأدب غرب إفريقيا المعاصرة  (WAMLA)[2]

النشاط الرئيسي لـ FILLM هو تنظيم مؤتمراتها الدولية الثلاثية الدورية.
ببعض الاستثناءات، تلى مؤتمرات FILLM الثلاثية الدورية نشر مجلدات لمحاضرات المؤتمر.
وإلى جانب ذلك، قام الاتحاد بنشر بعض المنشورات الخاصة، على سبيل المثال؛ العدد الخاص من مجلة ديوجينيس المناقش أعلاه.
يصدر FILLM سلسلة كتب بعنوان "دراسات FILLM في اللغات والأدب المعاصر" بالتعاون مع دار النشر جون بنجامينز. تعتبر سلسلة الكتب استجابة مباشرة لاحتراف وتخصص القرن العشرين، الذي وعلى الرغم من مزاياه، قد "أدى إلى تقسيم العلماء إلى العديد من التجمعات الصغيرة وغالبًا ما تكون الاتصالات بينهم متقطعة". تم إنشاء سلسلة الكتب "على أمل تعزيز مجتمع دولي حقيقي للعلماء يتميز بتنوع غني في الاهتمامات يتم دعمه بوجه مشترك من خلال الأهمية الإنسانية". تهدف إلى ذلك من خلال نشر الكتب التي:
"[...] تتناول اللغات والأدب في جميع أنحاء العالم، وتكتب بلغة إنجليزية خفيفة تكون فهمًا فوريًا وجاذبة لأي قارئ محتمل. يقدم كل كتاب استنتاجات أصلية.
[...] والتي ستكون ذات أهمية قصوى بالنسبة للذين هم خبراء في مجالها المعين للمناقشة، ولكنها تسعى أيضًا لجذب القراء الذين كانت اهتماماتهم حتى الآن في أماكن أخرى."
اعتبارًا من 17 سبتمبر 2016، تم نشر أربعة مجلدات في سلسلة كتب "دراسات FILLM في اللغات والأدب".
- ويلز، ديفيد إيه. ٢٠٠٣. "مقدمة تحريرية لعروض الجمعيات الأعضاء في الاتحاد الدولي للغات والأدب الحديث والمعاصر". ديوجينيس ٥٠ (٢): ٩١-٩٤.

- الموقع الرسمي

1. 1 2 3 4  دهاون، ثيو; يانيس, جويرلاندت; سيل, روجر د. (2015). الكبرى مقابل الصغرى؟ - اللغات والآداب في عالم معولم (بالإنجليزية). أمستردام وفيلادلفيا: جون بنجامينز. ISBN:9789027201287. Archived from the original on 2023-10-01.
2. 1 2 3 4 5 6 7 8 9 10 11 12 13 14 15 16  "FILLM | الجمعيات الأعضاء". www.fillm.org. مؤرشف من الأصل في 2023-10-20. اطلع عليه بتاريخ 2016-06-27.
3. ↑  "FILLM | عن". www.fillm.org. مؤرشف من الأصل في 2023-10-20. اطلع عليه بتاريخ 2016-06-27.
4. 1 2  الكتاب السنوي العالمي لأوروبا (بالإنجليزية). لندن ونيويورك: منشورات أوروبا، مجموعة تايلور وفرانسيس. Vol. 1. 2003. p. 375. ISBN:1-85743-175-8.
5. 1 2 3 4 5  ويلز, ديفيد د., ed. (2003). "المقدمة التحريرية للعروض المقدمة من الجمعيات الأعضاء في الاتحاد الدولي للغات والآداب المعاصرة". ديوجينيس (بالإنجليزية). 50 (2): 91. DOI:10.1177/0392192103050002010.
6. ↑  بلوك دي بهار, ليزا; ميلدونيان, باولا; ديجان, جان ميشال; قادر, جلال; كنوت, الفونس; روميرو لوبيز, دولوريس; سيليجمان سيلفا, مارسيو, eds. (2009). الأدب المقارن: تبادل المعرفة للحفاظ على التنوع الثقافي (بالإنجليزية). أكسفورد، المملكة المتحدة: شركة إيولس للنشر المحدودة. Vol. 3. p. 3. ISBN:978-1-84826-845-6.
7. ↑  جيليسبي, جيرالد (2003). "الجمعية الدولية للأدب المقارن (AILC/ICLA)". ديوجينيس (بالإنجليزية). 50 (2): 117. DOI:10.1177/039219210305000211.
8. 1 2 3  ويلز, ديفيد د. (2003). "المقدمة التحريرية للعروض المقدمة من الجمعيات الأعضاء في الاتحاد الدولي للغات والآداب المعاصرة". ديوجينيس (بالإنجليزية). 50 (2): 92. DOI:10.1177/0392192103050002010.
9. ↑  "FILLM | دستور". www.fillm.org. مؤرشف من الأصل في 2023-10-20. اطلع عليه بتاريخ 2016-06-27.
10. ↑  "اوبو اكاديمي". www.abo.fi. مؤرشف من الأصل في 2023-10-05. اطلع عليه بتاريخ 2016-06-27.
11. ↑  إنكفيست، نيلز إريك. 2001. “ذكريات حياة متعددة اللغات: تاريخ الحالة الشخصية”. في تأملات في حياة متعددي القراءة والكتابة. ديان بيلشر وأولا كونر (محرران). كليفيدون، بوفالو، تورونتو، سيدني: شركة تعدد اللغات يهم المحدودة: 51-59.
12. ↑  بيلير، كارين؛ شوشوك، سارة (2011). "حالة الأدب المقارن في كندا". استفسار جريء: اتجاهات جديدة في الأدب المقارن. ج. 1 ع. 1. مؤرشف من الأصل في 2023-10-01. اطلع عليه بتاريخ 2016-06-27.
13. ↑  كولهيد, أندرز; لينا, ريدهولم, eds. (2014). الأكاذيب الحقيقية في جميع أنحاء العالم. الخيال في السياقات العالمية (بالإنجليزية). برلين وبوسطن: دي جرويتر. p. 329. ISBN:978-3-11-030312-4.
14. ↑  سيل, روجر د., ed. (2002). أدب الأطفال كوسيلة تواصل (بالإنجليزية). أمستردام وفيلادلفيا: شركة جون بنجامينز للنشر. ISBN:90 272 2642 3.
15. ↑  "ACLALS: جمعية دراسات اللغة والأدب لبرلمان المملكة المتحدة". www.aclals.ulg.ac.be. مؤرشف من الأصل في 2023-10-01. اطلع عليه بتاريخ 2016-06-27.
16. ↑  "النظام الأساسي – الرابطة الدولية للأدب المقارن  (Association internationale de littérature comparée)". www.ailc-icla.org. مؤرشف من الأصل في 2023-10-20. اطلع عليه بتاريخ 2016-06-27.
17. ↑  "الرابطة الدولية لدراسات اللغة الإيطالية وآدابها (AISLLI) | الدراسات الإيطالية". www.sas.upenn.edu. مؤرشف من الأصل في 2023-10-05. اطلع عليه بتاريخ 2016-06-27.
18. ↑  ". | رابطة اللغويات وفقه اللغة في أمريكا اللاتينية". www.mundoalfal.org. مؤرشف من الأصل في 2023-10-18. اطلع عليه بتاريخ 2016-06-27.
19. ↑  "عن  | AULLA". aulla.com.au. مؤرشف من الأصل في 2023-10-01. اطلع عليه بتاريخ 2016-06-27.
20. ↑  "الذي نفعله – ESSE". essenglish.org. مؤرشف من الأصل في 2023-10-05. اطلع عليه بتاريخ 2016-06-27.
21. ↑  "جمعية البلاغة العالمية". www.worldrhetoric.com. مؤرشف من الأصل في 2023-10-01. اطلع عليه بتاريخ 2016-06-27.
22. ↑  "التاريخ والمسؤولون | IAUPE". www.iaupe.net. مؤرشف من الأصل في 2023-10-05. اطلع عليه بتاريخ 2016-06-27.
23. ↑  "الجمعية الدولية للآداب الشفهية في أفريقيا - ISOLA   - شراكات ISOLA/ شركاء ISOLA". www.africaisola.org. مؤرشف من الأصل في 2023-10-05. اطلع عليه بتاريخ 2016-06-27.
24. ↑  "FILLM | أخبار". www.fillm.org. مؤرشف من الأصل في 2023-10-01. اطلع عليه بتاريخ 2017-05-03.
25. ↑  "FILLM | أخبار". www.fillm.org. مؤرشف من الأصل في 2023-10-20. اطلع عليه بتاريخ 2016-09-17.
26. ↑  "العضويات التنظيمية". جمعية اللغات المعاصرة. مؤرشف من الأصل في 2023-10-20. اطلع عليه بتاريخ 2016-09-19.
27. ↑  "FILLM | المؤتمرات". www.fillm.org. مؤرشف من الأصل في 2023-10-20. اطلع عليه بتاريخ 2016-06-27.
28. ↑  "FILLM | إجراءات المؤتمر". www.fillm.org. مؤرشف من الأصل في 2023-10-20. اطلع عليه بتاريخ 2016-06-27.
29. ↑  "FILLM | أخرى". www.fillm.org. مؤرشف من الأصل في 2023-10-20. اطلع عليه بتاريخ 2016-06-28.
30. ↑  "FILLM | سلسلة الكتب". www.fillm.org. مؤرشف من الأصل في 2023-10-20. اطلع عليه بتاريخ 2016-06-27.
31. 1 2  "قائمة الجوال". benjamins.com. مؤرشف من الأصل في 2023-05-24. اطلع عليه بتاريخ 2016-07-05.